# Juraj Lovrin
Juraj Lovrin ili Juraj Lovrov Zadranin (14. stoljeće), hrvatski graditelj.
Juraj Lovrin pripadao je poznatoj zadarskoj graditeljskoj obitelji. Sin je protomajstora Lovre. S bratom Nikolom imao je radionicu u Dubrovniku.
Godine 1316. godine braća Juraj i Nikola obvezali su se da će raditi na izgradnji dubrovačkog dominikanskog samostana.

## Vanjske poveznice
- Tekst o Jurju u Hrvatskom biografskom leksikonu
- Anđeo – jedan od Jurjeve braće